# Murina fusca
Murina fusca es una especie de murciélago de la familia Vespertilionidae.

## Distribución geográfica
Es endémica de China.